# Brandýs nad Orlicí
Brandýs nad Orlicí település Csehországban, az Ústí nad Orlicí-i járásban. Brandýs nad Orlicí Podlesí, Orlické Podhůří, Sudislav nad Orlicí, Zářecká Lhota, Oucmanice és Mostek településekkel határos. Lakosainak száma 1305 fő (2024. január 1.).

## Népesség
A település lakosságának változását az alábbi diagram mutatja:
| Lakosok száma | 1230 | 1118 | 1278 | 1499 | 1465 | 1377 | 1349 | 1303 | 1277 | 1305 |
|               | 1869 | 1900 | 1921 | 1961 | 1980 | 2011 | 2016 | 2019 | 2021 | 2024 |